# 周防猿まわしの会
周防猿まわしの会（すおうさるまわしのかい）は、山口県光市を拠点に活動する猿まわしの団体。1977年12月2日結成。2004年（平成16年）8月26日に光市の無形民俗文化財に指定された。

## 概要
数百年の歴史があったという猿まわし芸は、被差別部落の伝統芸であったため、明治維新後は山口県の周防の猿まわしを残して、日本全国から消滅。その周防の猿まわしも差別などのため、1963年（昭和38年）を最後に一時途絶え、その後、山口県光市において猿まわしの存在はタブーになり、過去に行われていたことが公言されることはなくなっていた。
1970年9月に俳優の小沢昭一がレコード『日本の放浪芸』シリーズのために日本全国の放浪芸を調査。その一環で、山口県光市に猿まわし芸の調査にまわったことから、猿まわし師の孫で光市議会議員の村﨑義正と知り合ったのがきっかけになった。
その後、義正の弟の村﨑修二が詩人の丸岡忠雄ともに猿まわしの実態を調査・研究し、その内容を、小沢が主催していた雑誌『芸能東西』に連載する。そして修二は民俗学者の宮本常一と知り合い、「猿まわしの復活」を強く示唆される。そして、宮本や、宮本から紹介された今西錦司・姫田忠義らの支援を受けて、1977年12月2日に隣保館で「周防猿まわしの会」を結成した。初代の会長は村﨑、副会長は丸岡忠雄であった。
光市をはじめとする山口県の地方自治体から補助金を得て、さらに企業と市民からも寄付を得て集めた1千万以上の資金を基に活動を開始。村﨑義正の四男の村﨑太郎を猿まわし師の後継者にして、かつて猿まわし師だった老人（五月三郎）の協力で調教に挑戦した。だが、4ヶ月の間、調教を行ったがうまくいかず、代わりに東京でかつて夫婦で猿まわしをしていた女性（重岡フジ子）の指導を受け、太郎のみならず村﨑義正自らも調教に加わり、1978年7月に調教法を確立する。
そして、1978年9月3日のイベント「光市五万人虹の祭典」で猿まわし芸を初披露した。この模様はNHK総合テレビ『新日本紀行』で全国に放送されて反響を呼んだ。また、調教の苦心の様は、姫田忠義監督のドキュメンタリー映画『周防猿まわし』にも記録されている。
その後、山口県からは「無形文化財」指定の打診があったが、自治体から援助を受けることで活動に拘束を受けることを嫌い、義正は猿まわし集団としてのプロ化の方針を定めて活動する。だが、民俗学者やサル学者との共同研究等を行って、「伝統芸能としての猿まわしの研究・継承」を唱えていた、弟・修二（「周防猿まわしの会」事務局長）と対立。1981年4月には修二に同調する若者数名が、芸猿ともに「周防猿まわしの会」から離脱した。義正は自ら、自動車で全国を探し歩き、彼等の居場所をつきとめて猿を取り戻した。
かつての猿まわしは戸別訪問を行なうドカ打ちと、街頭で行なう大道芸であるバタ打ちがあったが、周防猿まわしの会では経済的に自立するために、効率のいいバタ打ちしか行なわず、自主公演と呼んで、日本全国を回った。1回の公演は15分から20分で、1日の数十回の公演をこなし、1980年代は1日の売り上げは平均で20万円から30万円であった。
バタ打ち以外にもマスメディアを通じた活動も行なった。1987年に猿のチョロ松がウォークマンのテレビCMに出演して評判になったり、1988年にフジテレビのバラエティ番組『笑っていいとも!』を通じて村﨑太郎と反省猿の次郎が人気となるなどしている。
2007年現在、常設劇場として阿蘇猿まわし劇場（熊本県阿蘇郡南阿蘇村）、河口湖猿まわし劇場（山梨県南都留郡富士河口湖町）を運営。猿まわし師の育成も行い、日本国外で公演をするなど、猿まわし芸の伝承と振興に力を尽くしている。